# Oku-sama wa Maho Shojo
Oku-sama wa Mahō Shōjo (яп. 奥様は魔法少女 оку-сама ва махо: сё:дзё, Моя девушка - волшебница) — японский аниме-сериал, созданный совместно студиями Media Factory, J.C. Staff и Amber Film Works. Его премьерный показ состоялся на телеэкранах Японии с июля по сентябрь 2005 года. Название сериала является отсылкой к известному американскому ситкому «Моя жена меня приворожила», вышедшего в Японии под названием Oku-sama wa Majo («Моя жена — ведьма»), оказавшему сильное влияние на первое в истории аниме жанра махо-сёдзё: «Ведьма Салли». Несмотря на схожесть сюжетов и названий, этот сериал не имеет никакого отношения к аниме Oku-sama wa Joshi Kousei.

## Сюжет
Урэсико Асаба кажется обыкновенной 26-летней женщиной, помогающей содержать пансионат. На самом деле она девочка-волшебница, прибывшая из иного мира. Её настоящее имя Агнесс Белл и её задача — защищать Страну чудес, искусственный город, созданный её матерью. Урэсико вышла замуж за земного человека, однако если волшебница поцелует человека, она потеряет всю свою силу. В то же время на Землю отправляют других девочек-волшебниц, чтобы забрать у Агнесс волшебной кольцо и заменить её на посту защитника, ведь Агнесс уже 26 лет и она слишком взрослая для этой должности. Агнесс отказывается отдать кольцо, потому что как только это произойдет город изменится и переделается под желания новой владелицы.

## Персонажи
Урэсико Асаба — Её настоящее имя Агнесс Белл. Она отвечает за управление волшебным миром, одна из сильнейших волшебниц, однако в одиночку не может справится с городом, поэтому отдельными районами управляют другие волшебники. Считается уже слишком взрослой, чтобы править, однако не желает отказываться от власти, веря, что люди могут сами определять свою собственную судьбу. Агнесс использует свои способности, чтобы летать, создавать защитные барьеры, лечить раны, снимать усталость и восстанавливать любые объекты, которым был нанесён урон. Так же в пределах волшебного города способна создавать/уничтожать жизнь. Она может использовать магию и без перевоплощения. В начале истории показана, как зрелая и самоуверенная девушка, которая постепенно начинает сомневаться в себе, но вновь обретает уверенность в своих силах к концу сериала.
Сэйю: Кикуко Иноуэ
Тацуми Кагура — В начале истории Тацуми показан как молодой человек, бросивший школу после травмы. До этого он был спортсменом и занимался прыжками в высоту. Во время своего пребывания в пансионате Тацуми влюбляется в Урэсико. Позже начинает работать в области редактирования и публикации, и ему начинает нравиться взрослая Саяка, однако он остается верен Урэсико.
Сэйю: Дайсукэ Кисио
Тамоцу Асаба — Известный автор, который написал несколько популярных романов, описывающие подробно состояние человека, существования его в природе. Благодаря своим работам, Тамоцу получил несколько наград. Одновременно Тамоцу очень скромный и испытывает сильный дискомфорт из-за своей популярности. Когда-то давно влюбился в Урэсико и они поженились, но постоянные отказы Урэсико поцеловать его, убеждали Тамоцу, что она его не любит. Они разошлись еще до начала сериала из-за того, что у него была любовница. После того как Урэсико призналась в своём происхождении, Тамоцу пообещал, что напишет последний роман о ней и её волшебной стране, даже, если никогда больше не увидит её.
Сэйю: Дзюрота Косуги
Саяка Курэнай — Была избрана в качестве преемницы Агнесс. Считает, что город надо переделать, чтобы все в нем было лишь для постоянных развлечений. Агнесс всегда отказывается отдать ей кольцо. Как и Агнесс, обладает огромными магическими силами, и даже без кольца способна создавать и изменять вещи в соответствии с её настроением. Может временно изменять свой возраст, чтобы тайно встречаться с Тацуми. Изначально беспечна и любит веселиться, но позже осознаёт, что одинока. Имеет парадоксальную мысль, что только молодые девочки имеют право управлять волшебным городом.
Сэйю: Ай Симидзу
Бурга — Девушка-волшебница, мешает одновременно планам и Саяки, и Урэсико. Её задачей является помочь Саяке заполучить кольцо, но так как раньше она была кандидаткой на пост преемницы хранительницы кольца, она не скрывает своего презрения к Саяке. В отличие от других волшебниц Бурга никогда не перевоплощается. Может гипнотизировать людей и превращаться в собаку. Показана, как самая жестокая волшебница, которая после себя оставляет самые разрушительные последствия. Несмотря на всё это, Бурга подружилась с некоторыми детьми в школе.
Сэйю: Акэно Ватанабэ
Юки Танисими — Работает медсестрой в средней школе и ранее обучала Саяку. Юки обладает большой магической силой и может, например, создавать огненные взрывы или летать на метле. Когда-то давно влюбилась в парня, однако воздержалась от поцелуя, и в этот же день парень умер в результате несчастного случая. Может использовать магию. Является врагом для Агнесс, однако в конце становится её союзником, хотя и не отказывается от Саяки.
Сэйю: Юри Амано
Уруру и Нори — Лучшие подруги Урэсико, которые поддерживают её во всех планах и всегда предостерегают героиню, чтобы она не целовала Тамоцу. В CD-драме, рассказывающей о событиях до начала аниме, что Уруру и Нори поддерживали Урэсико еще когда она только стала главой города.
Сэйю: Юро Сиратори
Фрейя — Была правителем волшебной страны и наставником Агнесс, однако теперь не обладает магическими силами. Дочь Майко, одной из старейшин и владелицы пансионата.
Сэйю: Рика Мацумото
Майко Мотохира — Владелица пансионата, где живёт Урэсико, между ней и главной героиней сложились отношения, как между бабушкой и внучкой. Использует магию, чтобы убираться по дому. Замужем. Позже, в 9 серии выясняется, что она одна из старейшин волшебного города и мать Фреи. Хотя она и одна из старейшин, она признаёт тот факт, что волшебство со временем меняется.
Сэйю: Ацуко Минэ
Афродита — Мать Агнесс и правительница волшебного города до Фрейи. Для Урэсико Афродита является идеалом совершенства. Появляется только в снах Урэсико, входя в контакт с ней и направляя.
Сэйю: Мика Дои

## Медия

### Аниме
Аниме-сериал был создан на студиях Media Factory, J.C. Staff и Amber Film Works, под руководством режиссёра Нисикиори Хироси, по сценарию Мацукура Юдзи, Икэгути Кадзухико, Окэя Акира, Сэкидзима Маёри. Все музыкальные партии написали Хината Мэгуми, Кендзи Кондо и Сэкидзима Такэро. За дизайн персонажей отвечал художник Хасэгава Синъя, а художником-постановщиком была Сибата Тикако. Премьера сериала в Японии состоялась с июля по сентябрь 2005 года, на телеканалах Kids Station, Chiba TV, Sun TV, TV Aichi, TV Kanagawa, TV Saitama.

#### Список серий
| Список серий | Список серий                                                              | Список серий        |
| № серии      | Название                                                                  | Трансляция в Японии |
| ------------ | ------------------------------------------------------------------------- | ------------------- |
| 1            | No Kiss, You See «Kiss wa Dame yo, to Iu Koto» (kissはダメよ、ということ) | 3 июля 2005         |
| 2            | Stew is Okay, You See (シチューはOKよ、ということ)                        | 10 июля 2005        |
| 3            | Adults Are Children, You See (大人ってコドモ、ということ)                 | 17 июля 2005        |
| 4            | An Evening Shower is Dangerous, You See (夕立は危険よ、ということ)        | 24 июля 2005        |
| 5            | Adults Are Okay, You See (大人ならOKよ、ということ)                       | 31 июля 2005        |
| 6            | The Charms of Adults Are, You See (大人の魅力って...、ということ)         | 7 августа 2005      |
| 7            | The Kiss Right in Front of Me, You See (すぐそこにあるキス、ということ)   | 14 августа 2005     |
| 8            | The Existence of a Dear Person, You See (想う人がいる、ということ)        | 21 августа 2005     |
| 9            | So I Have No Regrets, You See (思い残すことはないように、ということ)      | 28 августа 2005     |
| 10           | To Open My Mind, You See (心を開く、ということ)                           | 4 сентября 2005     |
| 11           | The Autumn Wind Blowing, You See (秋の風が吹いた、ということ)             | 11 сентября 2005    |
| 12           | The Heart Is Alive, You See (心に生きている、ということ)                  | 18 сентября 2005    |
| 13           | You Are Here With Me, You See (あなたがそこにいる、ということ)            | 25 сентября 2005    |

### Drama CD
Следом за выпуском сериала, вышла аудиопостановка, в которой рассказывается предыстория сериала: почему Урэсико покинула свой дом и своего мужа Тамоцу Асабу.
Okusama wa 17-sai to 3652-nichi! вышла 6 июля 2005 года.
1. Minna no Okusama (22:36)
2. Namida no Birthday (21:25)
3. Mainichi ga Birthday (3:59)
4. Ureshiko kara no Message (2:29)

### Музыка
Во время начальной заставки к аниме звучит песня «Home & Away» (яп. ホーム&アウェイ), исполняемая Melocure, а в конце каждой серии можно слышать «Jewelry», исполненную Кикуко Иноуэ.
В Японии 27 июля 2005 года вышел диск, на котором есть обе эти песни и их караоке-версии, — Home & Away/Jewelry.
1. Home & Away (4:29)
Исполнено: Melocure
2. Jewelry (4:30)
Исполнено: Кикуко Иноуэ
3. Home & Away (караоке) (4:30)
4. Jewelry (караоке) (4:28)